# Nothomastix klossi
Nothomastix klossi là một loài bướm đêm trong họ Crambidae.